# Tim Gavin
Bryant Timothy Gavin, detto Tim (Sydney, 20 novembre 1963), è un ex rugbista a 15 australiano, terza linea centro, già capitano della selezione del Nuovo Galles del Sud e internazionale per gli Wallabies.

## Biografia
Studente alle superiori presso lo Scots College di Sydney, Gavin rappresentò la selezione dello Stato del Nuovo Galles del Sud per 83 volte, giocandovi 30 volte da capitano.
Selezionato per la prima volta negli Wallabies nel 1988 a Brisbane contro la Nuova Zelanda, fu presenza fissa fino all'avvento della Coppa del Mondo di rugby 1991 alla quale tuttavia non prese parte a causa di un infortunio.
Nel 1992 fu ingaggiato in Italia dall'Amatori Milano targato Milan di Silvio Berlusconi, con cui vinse lo scudetto alla prima stagione; finalista nel 1994, fu campione d'Italia nuovamente nel 1995.
Prese successivamente parte alla Coppa del Mondo di rugby 1995 con l'Australia e finì la carriera internazionale un anno più tardi, contro il Galles, non prima di essere sceso in campo anche nel Tri Nations 1996.
Dopo il ritiro si è impiegato nell'industria del cotone e, nel 2015, fu beneficiario di parte dell'eredità del suo datore di lavoro, Paul Ramsay, proprietario di una fattoria di circa 47 km² a Gunnedah, in Nuovo Galles del Sud.

## Palmarès
- Campionati italiani: 2
Milan: 1992-93, 1994-95